# Рак товстопалий
Ра́к товстопа́лий (Astacus pachypus) — вид річкових раків з родини Astacidae. Поширений у Каспійському морі, річці Дон, прилеглих ділянках Чорного і Азовського морів,, де населяє ділянки із солоністю до 14‰.

## Таксономія
У 1950-х цей вид належав до підроду Astacus, тобто вважався таким, що належить до А. (Pontastacus) pachypus поряд з видами Astacus pylzowi, Astacus kessleri і Astacus leptodactylus. Підрід Pontastacus з тих пір був зведений до родового рівня, а потім, у 1995 році, до нового роду Caspiastacus. Таксономії Євразійських раків сумнівна, оскільки, як видається, мало праць із перегляду існуючої таксономії. Існує значні морфологічні відмінності між видами євразійських, і вважається що є гібридизація між Astacus astacus і Astacus pachypus leptodactylus. Єдиний спосіб по-справжньому окреслити точний діапазон кожного виду, полягає в проведенні порівняльних молекулярно-генетичних досліджень. У цей час А. pachypus вважається поширеним у Чорному, Азовському і Каспійському морях.

## Географічний діапазон
Країни поширення: Азербайджан, Казахстан, Російська Федерація, Туркменістан, Україна.
Цей вид є корінним в Росії, Україні, Азербайджані, Туркменістані і Казахстані. В Азербайджані відомий з прибережних вод Баку, в Казахстані цей вид відомий з прибережних вод Каспійського моря, У Туркменістані відомий з прибережних вод, а в Україні цей вид відомий у Дніпро-Бузькому лимані Чорноморського басейну.
Цей вид відсутній в північній частині Каспійського моря, і міг зникнути там, скоріше за все, внаслідок нафтового забруднення. Існує одноразове повідомлення про знахідку цього виду, однак, інформація виявилась помилковою і відтоді немає даних про цей вид.

## Популяція
Найбільш висока кількість Astacus pachypus спостерігався в Каспійському морі, кожен третій рік, їхня чисельність збільшувалась з 1,5 млн у неактивні роки їхня кількість досягала до 14 млн, на третій рік. Під час досліджень, проведених в шельфових банках, були виявлені популяції: в Жданов Банку 0,02-0,06 екз./м2, у Ліванов банку 0,05-0,08 екз./м2. Багато раків були виявлені в безіменному банку в 20 милях на північний захід від Ліванов банку. Середня щільність населення склала 1 екз./м2, і коливалася від 0,5 до 3 екз./м2. Та висока біомаса червоних водоростей і Mytilaster. Цей вид відсутній у північній частині Каспійського моря, через нафтового забруднення. Західні субпопуляції, є під загрозою, в той час як субпопуляції вважаються в безпеці через відсутність хижаків і гарну якість середовища проживання.

## Середовище існування та екологія
Цей вид можна знайти в прісній і солонуватій воді, зокрема в річках, лимананах і лагунах. У солонуватій воді солоність коливається від 13‰ (у південній частині ареалу) до 12‰ (у північній частині ареалу). Цей вид не витримує різкого збільшення температури води. Товстисті раки прагнуть кам'янистих ґрунтів з водними рослинами та уникають дуже теплої води (більше 22-26oC) і ділянок, де відбувається різке падіння температури. Цей вид дуже чутливий до концентрації кисню. За словами Румянцева (1974), смертність раків спостерігалася при середній концентрації кисню в 2,23 мг / л і температурі води 11 °C. Цей вид — гетеротрофний.

## Загрози
Для виду є низка загроз. Від промислових викидів у Східному Каспійському морі (близько 100 тонн викидів у 1990 році). Вид також зазнав впливу нафти і токсичних забруднень: він, як кажуть, зник з річки Дон в 1980-х внаслідок токсичного забруднення; його дефіцит у північній і західній частинах Каспійського моря пов'язаний із забрудненням нафтою. Там немає записів цього виду під впливом ракової чуми (тобто їхнього вимирання).

## Охорона
Рак товстопалий включений до Червоної книги України (2021) як зникаючий. Необхідний моніторинг чисельності населення, щоб визначити з якою швидкістю цей вид знижується в усьому світі. Необхідні подальші дослідження з сучасним загрозам.